# わたしたちのくらし
『わたしたちのくらし』は、1954年4月27日から1960年9月1日までNHKテレビジョン → NHK総合テレビジョンで、1959年1月12日から1987年3月16日までNHK教育テレビジョンで放送されていた小学校中学年向けの学校放送（教科：社会科）である。

## 放送時間
いずれも日本標準時、別の時間帯での再放送あり。1959年1月12日から1960年9月1日まではNHK総合テレビジョンとNHK教育テレビジョンでの同時ネットが行われていた。

### 不定期番組時代
| 期間                         | 放送時間                                                                    |
| ---------------------------- | --------------------------------------------------------------------------- |
| 1954年4月27日 - 6月8日       | 火曜日 13:00 - 13:15                                                        |
| 1954年9月21日 - 11月16日     | 火曜日 13:00 - 13:20                                                        |
| 1955年4月19日 - 5月17日      | 火曜日 11:35 - 11:55                                                        |
| 1956年5月2日 - 12月12日      | 水曜日 11:30 - 11:50 『動物の国』および『工夫とかんさつ』と一週交替で放送。 |
| 1957年1月25日 - 7月5日       | 金曜日 11:30 - 11:50 『くふうとかんさつ』と一週交替で放送。                 |
| 1957年9月11日 - 1958年3月5日 | 水曜日 11:30 - 11:50                                                        |

### レギュラー番組時代
| 期間                          | 放送時間                                           |
| ----------------------------- | -------------------------------------------------- |
| 1958年4月14日 - 1959年3月9日  | 月曜日 11:35 - 11:55                               |
| 1959年4月17日 - 1960年3月18日 | 金曜日 11:35 - 11:55                               |
| 1960年4月7日 - 1964年3月19日  | 木曜日 11:35 - 11:55                               |
| 1964年4月6日 - 1980年3月17日  | 月曜日 13:20 - 13:40                               |
| 1980年4月8日 - 1982年3月16日  | 火曜日 13:35 - 13:50 移動とともに放送枠が5分縮小。 |
| 1982年4月5日 - 1985年3月11日  | 月曜日 11:15 - 11:30                               |
| 1985年4月8日 - 1987年3月16日  | 月曜日 09:45 - 10:00                               |

## 出演者
- 森稠秀（1959年度）
- 津山英二（1961年度 - 1971年度） - カメラマンの「倉さん」として出演[1][2][3][4][5][6]。
- 浦信太郎（1970年度 - 1971年度） - 「倉さん」の友人で新人カメラマンの「山さん」として出演[5][6]。
- 佐々木雄二（1972年度） - 佐々木以後、本番組の出演者は全員「クラさん」として出演していた。
- 山本省司（1973年度 - 1975年度）
- 楠見尚己（1976年度 - 1977年度）
- みやけみつる（1978年度 - 1979年度）[7][8]
- 剛達人（1980年度 - 1981年度）[9]
- 世古陽丸（1982年度 - 1986年度）[10]

## 特別番組
| 放送時間                                                  | タイトル             | 備考 |
| --------------------------------------------------------- | -------------------- | --- |
| 1962年1月2日 10:00 - 10:30                                | 倉さんの初夢         | |
| 1962年3月26日・27日・28日・29日・30日・31日 11:35 - 11:55 | 倉さんの世界旅行     | 倉さんが「東南アジア」・「中近東」・「アフリカ」・「ヨーロッパ」・「北アメリカ」・「南アメリカ」を訪問した。 |
| 1965年1月3日 10:30 - 11:00                                | 倉さん東海道を行く   | |
| 1984年7月30日・31日・8月1日 10:35 - 10:50                 | クラさんの夏休み日記 | クラさんがこれまでの出会いを通じて「自分の生き方」を考える。                                                 |